# Ультракороткі хвилі
Ультракороткі хвилі (УКХ) — радіохвилі, з діапазонів метрових, дециметрових, сантиметрових, міліметрових і дециміліметрові хвиль. Таким чином діапазон частот УКХ знаходиться в межах від 30 МГц (довжина хвилі 1000 см) до 300 МГц (довжина хвилі 100 см). Термін УКХ рекомендується застосовувати для випадків, коли межі діапазону, який використовують, не збігаються з межами стандартних діапазонів.

## Характеристика

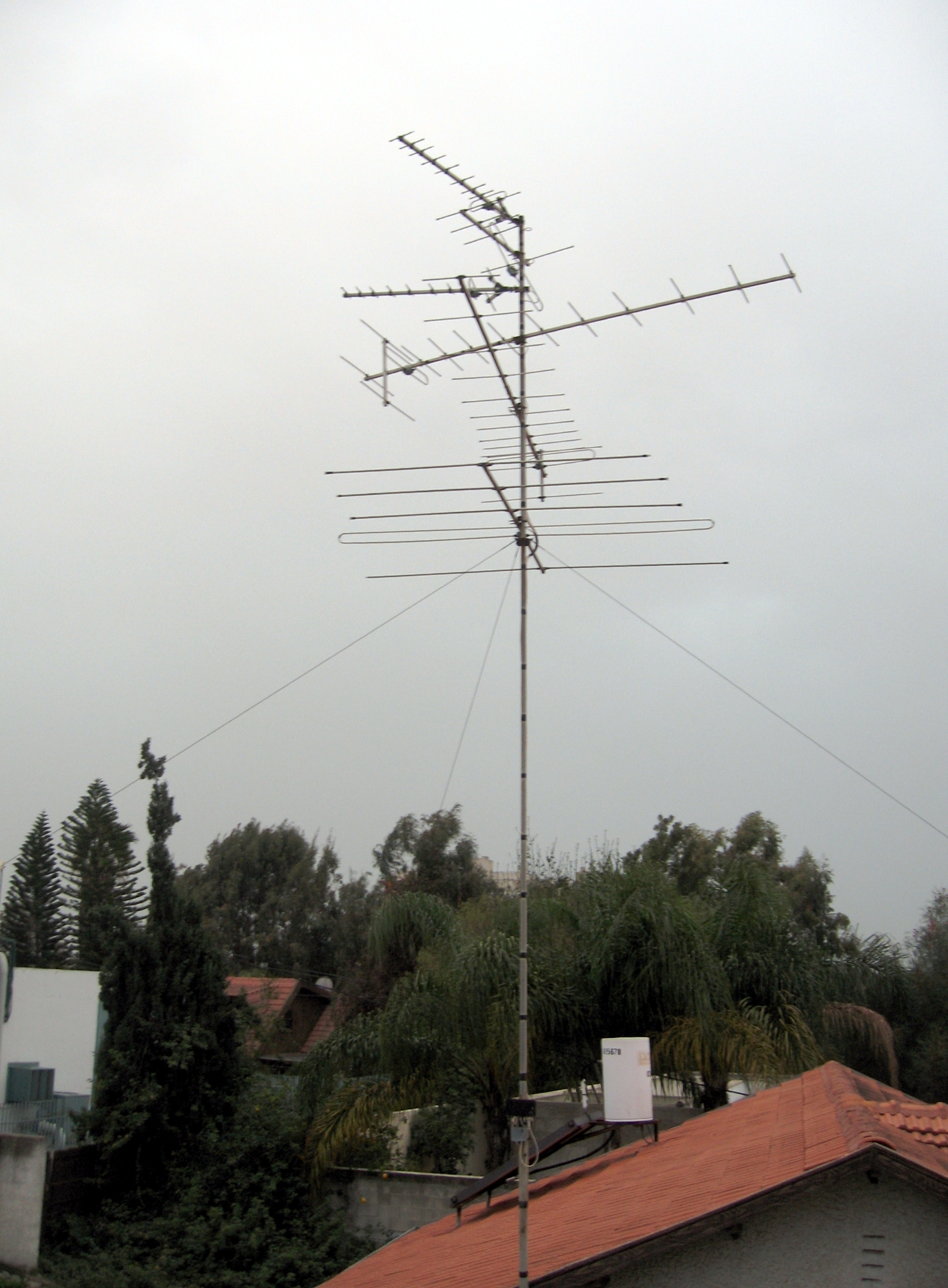
УКХ антени для прийому телевізійних сигналів.

УКХ-діапазон використовують для стереофонічного радіомовлення з частотною модуляцією і телебачення, радіолокації, зв'язку з космічними об'єктами (оскільки вони проходять крізь іоносферу Землі), а також для аматорського радіозв'язку.
Радіохвилі УКХ-діапазону поширюються практично в межах прямої видимості, а також, не відбиваючись від іоносфери, йдуть у космічний простір. Тобто іоносфера для радіохвиль УКХ діапазону є прозорою. Проте, оскільки в межах прямої видимості може бути природний супутник Землі — Місяць, то хвилі УКХ діапазону можуть відбитися від нього і повернутися на Землю, де можуть бути прийнятими на іншому кінці земної кулі (EME-радіозв'язок).

## Дальність поширення
Для аналогового телебачення, дальність передачі УКХ залежить від потужності передавача, чутливості приймача, а також відстань до горизонту, оскільки сигнали УКХ поширюються за нормальних умов у межах прямої видимості.
Наближений розрахунок дальності прямої видимості (на Землі):
- відстань в кілометрах = {\displaystyle 4.12\times ({\sqrt {H}}+{\sqrt {h}})}, де {\displaystyle H} — висота передавальної антени (в метрах), {\displaystyle h} — висота антени приймача (в метрах).

## Всесвітнє використання
Деякі частоти УКХ діапазону однаково використовують у всьому світі.
- 108 — 118 МГц: радіомаяки повітряної навігації, радіотехнічні системи посадки повітряних кораблів ILS.
- 118 — 137 МГц: «авіаційний» діапазон, який використовують для керування повітряним рухом, АМ; 121.5 Мгц — аварійна частота.
- 144 — 146 МГц: аматорський радіозв'язок. У деяких країнах 144—148 МГц.